# Boarmia acclinis
Boarmia acclinis är en fjärilsart som beskrevs av Turner 1947. Boarmia acclinis ingår i släktet Boarmia och familjen mätare. Inga underarter finns listade i Catalogue of Life.